# Masaya
Masaya är en kommun och en stad i Nicaragua med 166 588 invånare, vilket gör den till den tredje största i landet. Den ligger i departementet Masaya, mellan Managua och Granada. Masaya är känd för hemslöjd och har Nicaraguas största marknadsplats för hemslöjdsprodukter.

## Geografi
Kommunen Masayas centralort är staden Masaya, som ligger vid stranden av Laguna de Masaya. På andra sidan sjön, i grannkommunen Nindirí, ligger vulkanen Masaya med en stor kaldera.
Masaya gränsar till kommunerna Tisma och Granada i väster, Catarina och Niquinohomo i söder, Nandasmo, Masatepe och Nindirí i väster samt till Tipitapa i norr.

## Historia
Masaya är en av de många indiansamhällen som redan existerade vid tiden för spanjorernas erövring av Nicaragua. Prästen Fray Francisco de Bobadilla besökte platsen år 1528 då han döpte 937 personer. 
Masaya fick 1839 sina stadsrättigheter när den blev upphöjd från villa till ciudad.

## Transporter

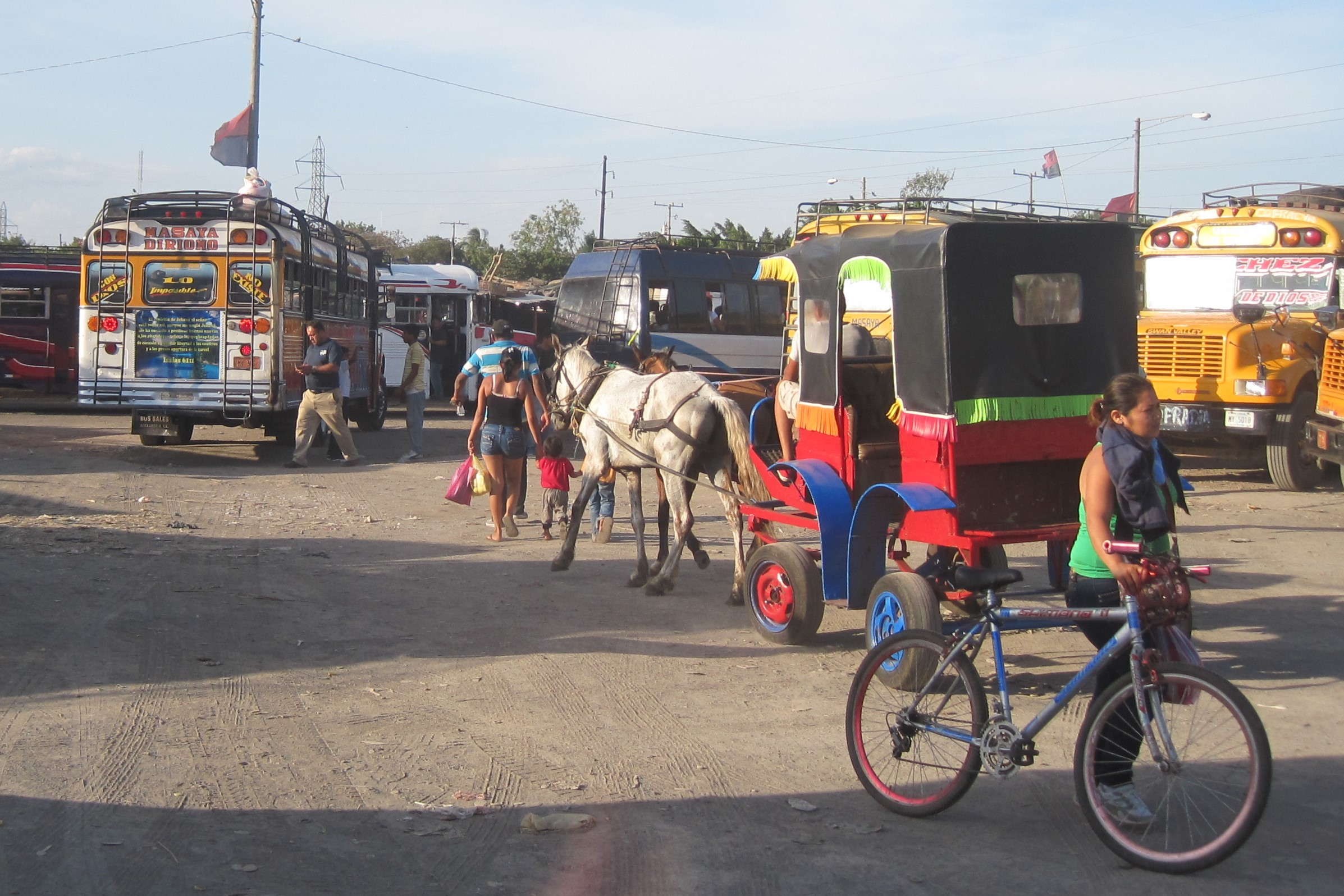
Busstationen i Masaya

Masaya ligger på landsvägen mellan Managua och Granada, med täta bussförbidelser till båda städerna. 
Närmaste flygplats är Aeropuerto Internacional Augusto C. Sandino, 27 kilometer norr om staden.

## Kända personer
- Luis López (1934-2006), textilkonstnär